# Landkreis Eichstätt

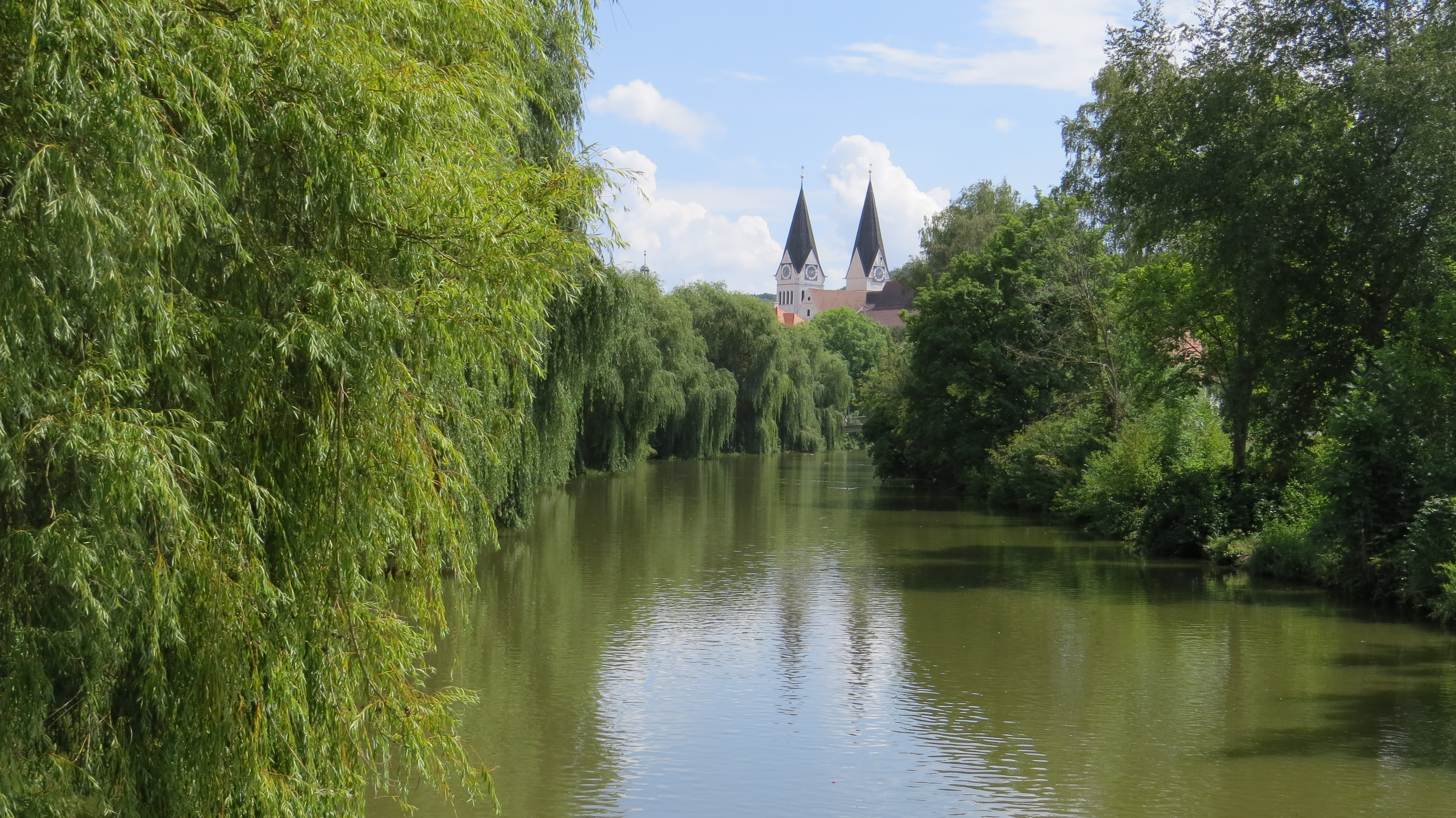
An der Altmühl in Eichstätt

Der Landkreis Eichstätt ist ein Landkreis in der Mitte von Bayern. Er ist der nördlichste Landkreis des Regierungsbezirks Oberbayern und gehört zur Planungsregion Ingolstadt.

## Geographie

### Lage
Das Gebiet des Landkreises Eichstätt umfasst im Wesentlichen die Eichstätter Alb in der südlichen Fränkischen Alb mit dem Kernbereich des Altmühltals. Die Altmühl erreicht im Westen bei Solnhofen das Kreisgebiet, durchfließt es dann in östlicher, später nordöstlicher Richtung und verlässt es östlich von Beilngries wieder. Im äußersten Süden streift die Donau, im Nordosten der Main-Donau-Kanal kurz das Kreisgebiet. Damit ist der Landkreis Eichstätt der einzige Oberbayerns, der größtenteils bzw. fast ausschließlich nördlich der Donau liegt. Im Landkreis befindet sich nahe dem Markt Kipfenberg der geographische Mittelpunkt des Freistaats Bayern. Der Landkreis ist außerdem der einzige, welcher an vier Regierungsbezirke grenzt (Schwaben (Bayern), Mittelfranken, Oberpfalz und Niederbayern).

### Nachbarkreise
Der Landkreis grenzt im Uhrzeigersinn im Norden beginnend an die Landkreise Roth, Neumarkt in der Oberpfalz, Kelheim und Pfaffenhofen an der Ilm, an die kreisfreie Stadt Ingolstadt sowie an die Landkreise Neuburg-Schrobenhausen, Donau-Ries und Weißenburg-Gunzenhausen.

### Schutzgebiete
Im Landkreis gibt es acht Naturschutzgebiete, ein Landschaftsschutzgebiet, zehn FFH-Gebiete und mindestens 85 vom Bayerischen Landesamt für Umwelt ausgewiesene Geotope. (Stand August 2016)
Siehe auch:
- Liste der Naturschutzgebiete im Landkreis Eichstätt
- Liste der Landschaftsschutzgebiete im Landkreis Eichstätt
- Liste der FFH-Gebiete im Landkreis Eichstätt
- Liste der Geotope im Landkreis Eichstätt
- Liste der Naturdenkmäler im Landkreis Eichstätt

## Geschichte

### Landgerichte
Das Gebiet des Landkreises Eichstätt gehörte vor 1800 zum Hochstift Eichstätt, der südliche Teil schon früh zu Bayern. 1803 wurde das Landgericht Ingolstadt errichtet. Nach der Eingliederung des Hochstifts Eichstätt in das Königreich Bayern im Jahre 1806 wurden die Landgerichte Eichstätt und Kipfenberg eingerichtet. Alle drei Landgerichte gehörten ab 1808 zum Altmühlkreis, dessen Hauptstadt Eichstätt war. 1809 wurden Eichstätt und Ingolstadt kreisunmittelbare Städte. Nach Auflösung des Altmühlkreises 1810 gehörten die drei Landgerichte zum Oberdonaukreis, dessen Hauptstadt zunächst Eichstätt, ab 1817 Augsburg war. Von 1817 bis 1833 gehörten die Landgerichte Eichstätt und Kipfenberg als Herrschaftsgerichte zum Fürstentum Eichstätt innerhalb Bayerns. Nach der Neuorganisation im Jahre 1838 gehörten die beiden Landgerichte Eichstätt und Kipfenberg zum Kreis Mittelfranken, das Landgericht Ingolstadt zum Kreis Oberbayern.

### Bezirksämter
Das Bezirksamt Eichstätt wurde im Jahr 1862 durch den Zusammenschluss der Landgerichte älterer Ordnung Eichstätt und Kipfenberg gebildet. Das Bezirksamt Ingolstadt folgte dem Landgericht Ingolstadt. Eine Vergrößerung erfuhr das Bezirksamt Ingolstadt am 1. Januar 1880, als es zehn Gemeinden aus dem Bezirksamt Neuburg an der Donau aufnahm.

### Landkreise
Am 1. Januar 1939 wurde wie überall im Deutschen Reich die Bezeichnung Landkreis eingeführt. So wurden aus den Bezirksämtern die Landkreise Eichstätt und Ingolstadt.
Am 1. April 1940 wurde die Stadt Eichstätt in den Landkreis Eichstätt eingegliedert, das wurde zum 1. April 1949 wieder rückgängig gemacht. Am 1. April 1951 wurde der Landkreis Eichstätt um die Gemeinde Sornhüll des Landkreises Hilpoltstein vergrößert.

### Landkreis Eichstätt
Bei der Gebietsreform in Bayern wurde der Landkreis Eichstätt am 1. Juli 1972 deutlich vergrößert. Neu zum Landkreis hinzu kamen
- die bis dahin kreisfreie Stadt Eichstätt, die für den Verlust der Kreisfreiheit den Status einer Großen Kreisstadt erhielt
- die Gemeinden Amtmannsdorf, Aschbuch, Beilngries, Biberbach, Eglofsdorf, Grampersdorf, Hirschberg, Kevenhüll, Kottingwörth, Litterzhofen, Oberndorf, Paulushofen und Wiesenhofen des oberpfälzischen Landkreises Beilngries
- die Gemeinden Altdorf, Emsing, Erkertshofen, Großnottersdorf, Kaldorf, Kesselberg, Mantlach, Morsbach, Petersbuch, Stadelhofen und Titting des mittelfränkischen Landkreises Hilpoltstein
- die Gemeinden Appertshofen, Demling, Eitensheim, Ettling, Gaimersheim, Großmehring, Hepberg, Kasing, Kösching, Lenting, Oberdolling, Pförring, Stammham, Theißing, Unterdolling, Wackerstein und Wettstetten des oberbayerischen Landkreises Ingolstadt
- die Gemeinde Gaden bei Pförring des oberbayerischen Landkreises Pfaffenhofen an der Ilm sowie
- die Gemeinden Altmannstein, Berghausen, Bettbrunn, Forchheim, Hagenhill, Hexenagger, Hiendorf, Hüttenhausen, Laimerstadt, Lobsing, Mendorf, Mindelstetten, Neuenhinzenhausen, Pondorf, Sandersdorf, Schafshill, Schamhaupten, Steinsdorf, Tettenwang, Winden und Wolfsbuch des oberpfälzischen Landkreises Riedenburg.[6]

Der neue Landkreis Eichstätt wurde dem Regierungsbezirk Oberbayern zugeteilt, zu dem die aus den Landkreisen Ingolstadt und Pfaffenhofen an der Ilm hinzugekommenen Gemeinden bereits vorher gehörten. Das seit 1956 verwendete auslaufende Kfz-Kennzeichen des Altlandkreises Eichstätt lautete EIH.
Am 1. Mai 1978 wechselte die Gemeinde Ensfeld aus dem Landkreis Donau-Ries in den Landkreis Eichstätt und wurde nach Mörnsheim eingemeindet.

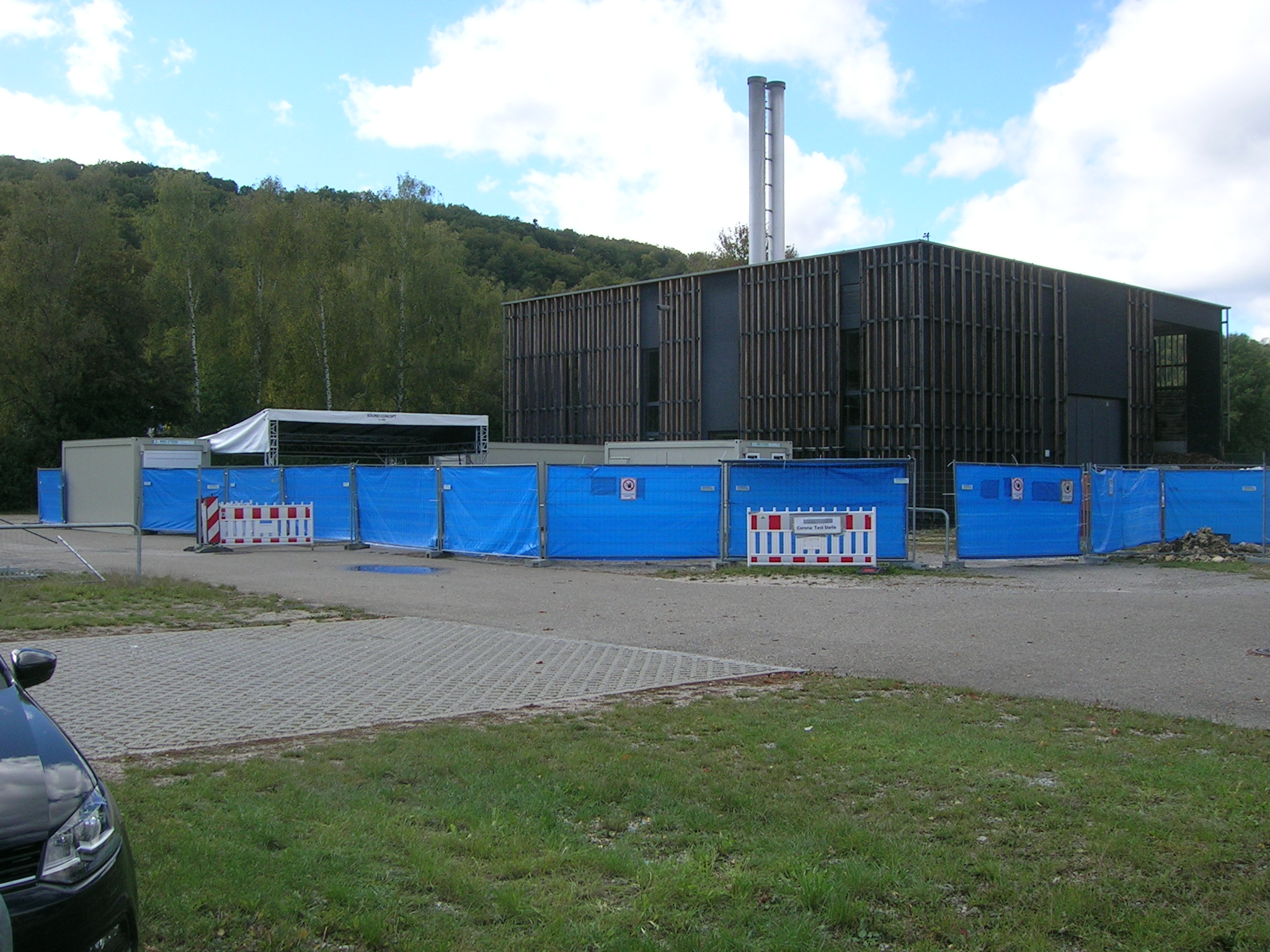
COVID-19-Teststation des Landkreises in Eichstätt

Während der COVID-19-Pandemie wurde ab Ende März 2020 in Eichstätt eine provisorische zentrale Teststation für den Landkreis errichtet und später um ein Impfzentrum erweitert. Eine zweite Teststation kam später in Beilngries hinzu, ein weiteres Impfzentrum in Lenting.

### Einwohnerentwicklung

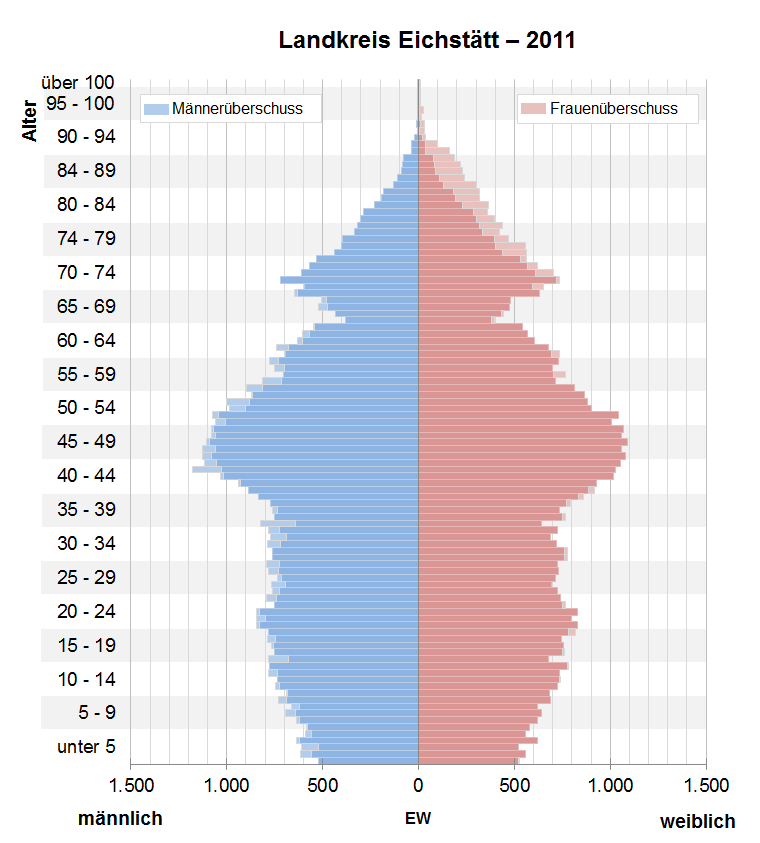
Bevölkerungspyramide für den Kreis Eichstätt (Datenquelle: Zensus 2011.)

Der Landkreis gewann von 1988 bis 2008 über 25.500 Einwohner hinzu bzw. wuchs um ca. 26 %.
Zwischen 1988 und 2018 wuchs der Landkreis von 99.290 auf 132.341 um 33.051 Einwohner bzw. um 33,3 %.
Die nachfolgenden Zahlen beziehen sich auf den Gebietsstand vom 25. Mai 1987.
| Bevölkerungsentwicklung | Bevölkerungsentwicklung | Bevölkerungsentwicklung | Bevölkerungsentwicklung | Bevölkerungsentwicklung | Bevölkerungsentwicklung | Bevölkerungsentwicklung | Bevölkerungsentwicklung | Bevölkerungsentwicklung | Bevölkerungsentwicklung | Bevölkerungsentwicklung | Bevölkerungsentwicklung | Bevölkerungsentwicklung | Bevölkerungsentwicklung | Bevölkerungsentwicklung |
| ----------------------- | ----------------------- | ----------------------- | ----------------------- | ----------------------- | ----------------------- | ----------------------- | ----------------------- | ----------------------- | ----------------------- | ----------------------- | ----------------------- | ----------------------- | ----------------------- | ----------------------- |
| Jahr                    | 1840                    | 1900                    | 1939                    | 1950                    | 1961                    | 1970                    | 1987                    | 1991                    | 1995                    | 2000                    | 2005                    | 2010                    | 2015                    |                         |
| Einwohner               | 49.113                  | 57.539                  | 62.179                  | 84.045                  | 77.693                  | 85.585                  | 97.347                  | 106.438                 | 112.844                 | 119.561                 | 123.233                 | 125.015                 | 128.805                 |                         |

## Politik

### Kreistag
Nach den vergangenen vier Kreistagswahlen ergaben sich folgende Sitzverteilungen:
| Kreistagswahl 2020Wahlbeteiligung: 66,6 % (+2,1 %) %403020100 39,818,712,99,56,54,94,11,91,8 CSUFWSPDGrüneJUJFWÖDPLinkeFDPGewinne und Verlusteim Vergleich zu 2014 %p 8 6 4 2 0 −2 −4 −6 −8−10−9,9−2,0−5,3+3,9+6,5+4,9−0,1+1,9± 0,0CSUFWSPDGrüneJUJFWÖDPLinkeFDP | Sitzverteilung im Kreistag Eichstätt seit 2020Insgesamt 60 Sitze - Linke: 1 - SPD: 8 - Grüne: 6 - ÖDP: 2 - FW: 11 - JFW: 3 - FDP: 1 - CSU: 24 - JU: 4 |

| Parteien und Wählergemeinschaften | Parteien und Wählergemeinschaften  | 2020   | 2020   | 2014   | 2014   | 2008   | 2008   | 2002   | 2002   | 1996   | 1996   |
| Parteien und Wählergemeinschaften | Parteien und Wählergemeinschaften  | %      | Sitze  | %      | Sitze  | %      | Sitze  | %      | Sitze  | %      | Sitze  |
| CSU                               | Christlich-Soziale Union in Bayern | 39,8   | 24     | 49,7   | 30     | 50,1   | 31     | 55,5   | 34     | 52,2   | 32     |
| FW                                | Freie Wähler Bayern                | 18,7   | 11     | 20,7   | 12     | 20,1   | 12     | 15,1   | 9      | 13,1   | 8      |
| SPD                               | SPD Bayern                         | 12,9   | 8      | 18,1   | 11     | 19,0   | 11     | 22,0   | 13     | 24,9   | 15     |
| Grüne                             | Grüne Bayern                       | 9,5    | 6      | 5,6    | 3      | 4,7    | 3      | 3,5    | 2      | 5,8    | 3      |
| JU                                | Junge Union                        | 6,5    | 4      | –      | –      | –      | –      | –      | –      | –      | –      |
| JFW                               | Junge Freie Wähler                 | 4,9    | 3      | –      | –      | –      | –      | –      | –      | –      | –      |
| ÖDP                               | Ökologisch–Demokratische Partei    | 4,1    | 2      | 4,1    | 3      | 3,6    | 2      | 4,0    | 2      | 2,9    | 2      |
| Linke                             | Die Linke                          | 1,9    | 1      | –      | –      | –      | –      | –      | –      | –      | –      |
| FDP                               | FDP Bayern                         | 1,8    | 1      | 1,8    | 1      | 2,6    | 1      | –      | –      | –      | –      |
| gesamt                            | gesamt                             | 100,1  | 60     | 100,0  | 60     | 100,1  | 60     | 100,1  | 60     | 99,9   | 60     |
| Wahlbeteiligung                   | Wahlbeteiligung                    | 66,6 % | 66,6 % | 64,5 % | 64,5 % | 68,9 % | 68,9 % | 73,2 % | 73,2 % | 78,6 % | 78,6 % |

### Bezirksamtmänner/-oberamtmänner (bis 1938) und Landräte (ab 1939)
| Amtszeit                        | Name                        |
| ------------------------------- | --------------------------- |
| 1913–1928/29                    | Josef Maier                 |
| 1929–1933                       | Eugen Hornstein             |
| 1936–1937                       | Max Förderreuther           |
| 1938–1945                       | Joseph Bäuml                |
| 1945 bis 1948                   | Otto Betz                   |
| 1. Juni 1948 bis 30. April 1970 | Hans Pappenberger           |
| 1. Mai 1970 bis 30. April 1996  | Konrad Regler (CSU)         |
| 1. Mai 1996 bis 30. April 2008  | Xaver Bittl (CSU)           |
| 1. Mai 2008 bis 30. April 2020  | Anton Knapp (CSU)           |
| seit 1. Mai 2020                | Alexander Anetsberger (CSU) |

### Bürgermeister der Gemeinden
| Name der Partei | Anzahl der Bürgermeister |
| --------------- | ------------------------ |
| CSU             | 14                       |
| FW              | 7                        |
| SPD             | 5                        |
| parteilos       | 4                        |

### Wappen
Blasonierung: „Über Schildfuß mit den bayerischen Rauten in Gold ein mit einem wachsenden silbernen Bischofsstab belegter roter Pfahl; vorne eine rote Fackel auf schwarzem Rohr, hinten eine senkrecht stehende schwarze Hirschstange.“
Das Wappen wird seit 1984 geführt. Der silberne Bischofsstab auf rotem Pfahl repräsentiert das Hochstift Eichstätt, die Hirschstange die Grafen von Hirschberg und die heraldisch stilisierte Raffineriefackel die petrochemische Industrie. Die bayerischen Rauten im Schildfuß wiederum weißen auf die historische Zugehörigkeit des südlichen Kreisgebiets zum Herzogtum Bayern hin und machen auch auf den Einfluss der wittelsbachischen Herzöge im alten Landgericht Hirschberg seit dem 14. Jahrhundert aufmerksam; zudem symbolisieren sie die Einbindung des ganzen Landkreisgebietes nach Bayern seit dem 19. Jahrhundert. Damit steht das Wappen symbolisch für die historische Zusammensetzung des heutigen Landkreisgebiets und betont auch die große Bedeutung der Raffinerien im südöstlichen Landkreis.

Flagge des Landkreises
Banner des Landkreises

## Wirtschaft und Infrastruktur
Im Zukunftsatlas 2016 belegte der Landkreis Platz 26 von 402 Landkreisen, Kommunalverbänden und kreisfreien Städten in Deutschland und zählt damit zu den Regionen mit „sehr hohen Zukunftschancen“.

### Wirtschaftsstruktur
Im Oktober 2017 lag die Arbeitslosenquote im Landkreis Eichstätt bei 1,3 %. Damit hatte der Landkreis die geringste Arbeitslosenquote in der Bundesrepublik Deutschland. Eichstätt hat zudem auch die geringste Arbeitslosenquote einer Gebietskörperschaft in der Europäischen Union. Seit Jahren herrscht im Landkreis eine hohe Dichte an sozialversicherungspflichtig Beschäftigten, was zur Folge hat, dass die Region seit Jahren Vollbeschäftigung vorweisen kann.
Diese Vollbeschäftigung führt auch dazu, dass der Landkreis mit 3,71 % die geringste Quote von Schuldnern aufweist.
Die Kreisstadt Eichstätt hat seit 2008 eine Arbeitslosenquote teilweise von unter 1 % oder geringfügig darüber und gilt damit als „produktivste deutsche Kreisstadt“.
Das Wirtschaftswachstum der Stadt Eichstätt wird auf ca. 7,0 % geschätzt und liegt damit deutlich über dem Bundesdurchschnitt.
Die Wirtschaftsstruktur ist mehrheitlich von der Industrie (Eichstätt/Ingolstadt), aber auch von Dienstleistung (in der Kreisstadt Eichstätt befinden sich große Behörden, z. B. die Katholische Universität Eichstätt-Ingolstadt oder die Verwaltung des Bistums Eichstätt) sowie von der Schwerpunktlage innerhalb der fünf bayerischen Großzentren (Entfernungen jeweils von Eichstätt aus) München (101 km), Nürnberg (82 km), Ansbach (78 km), Augsburg (77 km), Regensburg (98 km) und Ingolstadt (25 km), geprägt. Auch der ländliche Raum hat durch die erneuerbaren Energien sowie durch immer bessere bäuerliche Strukturen genügend Arbeitsplätze.
Ein weiterer wichtiger Wirtschaftszweig ist der Tourismus. Der Landkreis liegt inmitten des Naturparks Altmühltal mit der Kreisstadt Eichstätt als Zentrum.
Während Eichstätt mehr das Behördenzentrum ist, haben die Gemeinden um Ingolstadt, wie z. B. Gaimersheim, einen höheren industriellen Anteil. Des Weiteren ist auch Beilngries als Zentrum des Mittleren Altmühltals sowohl touristisches Zentrum, besitzt aber auch in der Stadt einige metallverarbeitende Betriebe und stellt damit ein weiteres wirtschaftliches Zentrum dar, das auch Auswirkungen in die benachbarten Landkreise Neumarkt und Kelheim hat.

### Verkehr

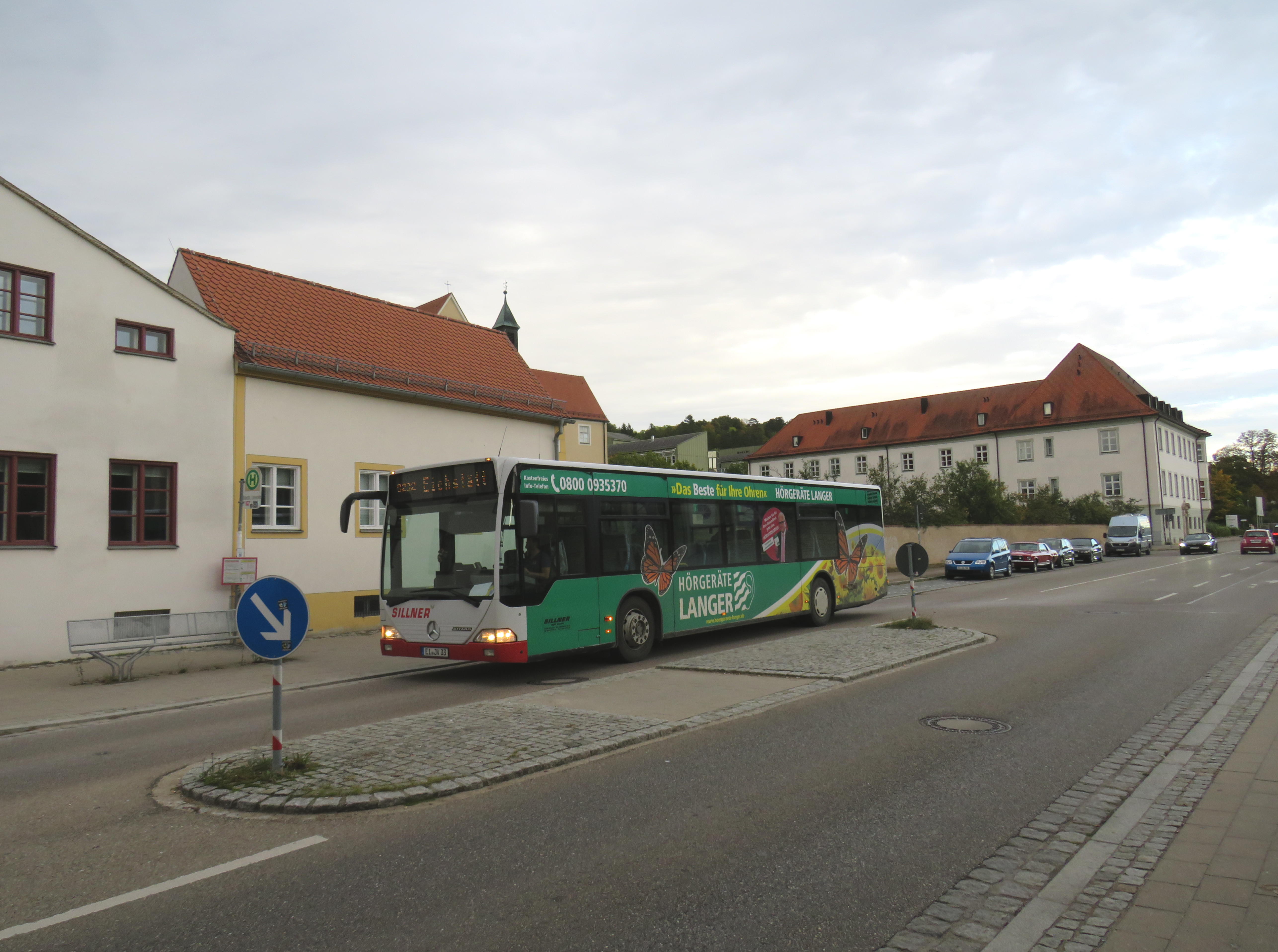
Buslinie 9232 Eichstätt–Kipfenberg–Beilngries

#### Straße
Die von Nürnberg nach Ingolstadt verlaufende Autobahn A 9 durchquert den Landkreis in Nord-Süd-Richtung. Im Westen führt die von Weißenburg kommende Bundesstraße 13 über Eichstätt nach Ingolstadt. Im Osten des Kreisgebietes verläuft die Bundesstraße 299 von Neumarkt über Beilngries nach Neustadt an der Donau.

#### Bahn
Die dem Kreis benachbarte kreisfreie Stadt Ingolstadt ist ein bedeutender Bahnknotenpunkt. In Ingolstadt Hauptbahnhof kreuzt die 1867 von der Bayerischen Staatsbahn bis Ingolstadt eröffnete und 1870 vollendete Nord-Süd-Strecke Nürnberg–Treuchtlingen–München mit der seit 1874 im Donautal geführten Linie Regensburg–Ingolstadt–Donauwörth.
Hinzu kam 1875 die Verbindung nach Augsburg und 1903/04 die im Ingolstädter Nordbahnhof beginnende Lokalbahn nach Riedenburg.
Die Stadt Eichstätt ist seit 1885 mit der Hauptbahn München–Treuchtlingen durch eine bis 1934 schmalspurige Zweigbahn verbunden, die ab 1898 das Altmühltal weiter hinab bis Kipfenberg führte und 1929/30 in Beilngries den Anschluss an die dort bereits 1888 von Neumarkt her kommende Bahn fand; diese wurde 1909 noch bis Dietfurt verlängert.
Von Dollnstein im Altmühltal an der Strecke München–Treuchtlingen verkehrte ab 1916 die Stichbahn Dollnstein–Rennertshofen über Wellheim nach Rennertshofen an der Donau, die zeitweise auch als Touristikbahn genutzt worden ist.
Der Großteil dieser Lokalbahnstrecken – 95 km – wurde in den Jahren 1954 bis 1987 stillgelegt:
- 1954: Kipfenberg – Kinding – Beilngries        17 km
- 1960: Eichstätt Stadt – Kipfenberg             24 km
- 1960: Dollnstein – Wellheim – Rennertshofen    11 km
- 1966: Beilngries – Kottingwörth – Dietfurt      6 km
- 1972: Ingolstadt Nord – Dolling – Riedenburg   35 km
- 1987: Neumarkt – Beilngries                    30 km
- 2009: Neumarkt – Bögl-Werke Sengenthal          7 km

Damit schrumpfte das Schienennetz von einst 164 km Länge um mehr als die Hälfte auf 69 km.
2006 wurde die Schnellfahrstrecke Nürnberg–Ingolstadt eröffnet. Seitdem hält der München-Nürnberg-Express im Bahnhof Kinding (Altmühltal) im Zwei-Stunden-Takt.

### Bildung
Im Landkreis bestehen folgende Gymnasien: Gabrieli-Gymnasium und Willibald-Gymnasium in Eichstätt, Gymnasium Beilngries und Gymnasium Gaimersheim.

## Kultur und Sehenswürdigkeiten

### Burgen
Die Willibaldsburg in Eichstätt ist 420 m lang.

### Museen
Das Jura-Museum zeigt eine Vielzahl an Fossilien aus den Solnhofener Plattenkalken. Das kostbarste Exemplar ist ein Original von Archaeopteryx. Dieser ist ein Bindeglied in der Evolutionsforschung und zeigt eine Verbindung zwischen Vogel und Dinosaurier. Der Juravenator galt zum Fundzeitpunkt als das am besten erhaltene Fossil eines Theropoden in Europa. Beide Fossilien wurden bisher ausschließlich im Solnhofener Plattenkalk gefunden. Schauaquarien zeigen außerdem so genannte „Lebende Fossilien“ wie Pfeilschwanzkrebse oder Knochenhechte, deren Vorfahren in wenig veränderter Form bereits vor weit über 100 Millionen Jahren lebten.

### Steinkreuze
Im Landkreis befinden sich zahlreiche Steinkreuze, die zum größten Teil auch als Baudenkmal ausgewiesen sind. Im Weiler Harthof befindet sich das Museum Bergér.

### Pfarrhäuser
Liste von Pfarrhäusern im Landkreis Eichstätt

## Gemeinden
(Einwohner am 31. Dezember 2024)
| Städte 1. Beilngries (10.218) 2. Eichstätt, Große Kreisstadt, Universitätsstadt (13.891) Märkte 1. Altmannstein (7150) 2. Dollnstein (2878) 3. Gaimersheim (12.468) 4. Kinding (2549) 5. Kipfenberg (5767) 6. Kösching (9788) 7. Mörnsheim (1569) 8. Nassenfels (2348) 9. Pförring (4150) 10. Titting (2718) 11. Wellheim (2716) Verwaltungsgemeinschaften 1. Eichstätt mit den Mitgliedsgemeinden Pollenfeld, Schernfeld und Walting (Sitz: Eichstätt) 2. Eitensheim mit den Mitgliedsgemeinden Böhmfeld und Eitensheim 3. Nassenfels mit den Mitgliedsgemeinden Adelschlag, Egweil und Nassenfels (Markt) 4. Pförring mit den Mitgliedsgemeinden Mindelstetten und Oberdolling und Pförring (Markt) | Weitere Gemeinden 1. Adelschlag (3016) 2. Böhmfeld (1698) 3. Buxheim (3778) 4. Denkendorf (5036) 5. Egweil (1250) 6. Eitensheim (2999) 7. Großmehring (7576) 8. Hepberg (3020) 9. Hitzhofen (3017) 10. Lenting (4895) 11. Mindelstetten (1823) 12. Oberdolling (1360) 13. Pollenfeld (3056) 14. Schernfeld (3291) 15. Stammham (4142) 16. Walting (2317) 17. Wettstetten (5184) Gemeindefreies Gebiet 1. Haunstetter Forst (5,42 km²) |  |

## Gemeinden des Landkreises vor der Gebietsreform 1971/78
Im Norden grenzte der mittelfränkische Landkreis Eichstätt an den Landkreis Hilpoltstein, im Nordosten an den Landkreis Beilngries, im Osten an den Landkreis Riedenburg, im Südosten an den Landkreis Ingolstadt, im Süden an den Landkreis Neuburg an der Donau, im Südwesten an den Landkreis Donauwörth und im Nordwesten an den Landkreis Weißenburg in Bayern. Die Stadt Eichstätt war kreisfrei.
Vor der Gebietsreform 1971/78 hatte der Landkreis Eichstätt 77 Gemeinden (siehe Liste unten). Bis 1951 war es eine weniger: Die Gemeinde Sornhüll, die erst im Jahr 1950 gegründet wurde, wechselte 1951 in den Landkreis Eichstätt. Zuvor war ihr Gebiet Teil der Gemeinde Altdorf im Landkreis Hilpoltstein.
Die Gemeinden des Landkreises Eichstätt vor der Gemeindereform in den 1970er-Jahren (Heute noch existierende Gemeinden sind fett geschrieben):

Landkreis Eichstätt, Gemeindegrenzenkarte von 1961

| Frühere Gemeinde   | Heutige Gemeinde |
| ------------------ | ---------------- |
| Adelschlag         | Adelschlag       |
| Altendorf          | Mörnsheim        |
| Arnsberg           | Kipfenberg       |
| Attenzell          | Kipfenberg       |
| Badanhausen        | Kinding          |
| Biberg             | Kipfenberg       |
| Biesenhard         | Wellheim         |
| Bitz               | Denkendorf       |
| Böhmfeld           | Böhmfeld         |
| Böhming            | Kipfenberg       |
| Breitenfurt        | Dollnstein       |
| Buch               | Kipfenberg       |
| Buchenhüll         | Eichstätt        |
| Buxheim            | Buxheim          |
| Denkendorf         | Denkendorf       |
| Dollnstein (Markt) | Dollnstein       |
| Dörndorf           | Denkendorf       |
| Dunsdorf           | Kipfenberg       |
| Eberswang          | Dollnstein       |
| Egweil             | Egweil           |
| Enkering           | Kinding          |
| Erlingshofen       | Kinding          |
| Gammersfeld        | Wellheim         |
| Gelbelsee          | Denkendorf       |
| Grösdorf           | Kipfenberg       |
| Gungolding         | Walting          |
| Hard               | Wellheim         |
| Haunsfeld          | Mörnsheim        |
| Haunstetten        | Kinding          |
| Hirnstetten        | Kipfenberg       |
| Hitzhofen          | Hitzhofen        |
| Hofstetten         | Hitzhofen        |
| Inching            | Walting          |
| Irfersdorf         | Beilngries       |
| Irlahüll           | Kipfenberg       |
| Kinding (Markt)    | Kinding          |
| Kipfenberg (Markt) | Kipfenberg       |
| Konstein           | Wellheim         |
| Landershofen       | Eichstätt        |
| Lippertshofen      | Gaimersheim      |
| Marienstein        | Eichstätt        |
| Meilenhofen        | Nassenfels       |
| Möckenlohe         | Adelschlag       |
| Mörnsheim (Markt)  | Mörnsheim        |
| Mühlheim           | Mörnsheim        |
| Nassenfels (Markt) | Nassenfels       |
| Obereichstätt      | Dollnstein       |
| Oberemmendorf      | Kipfenberg       |
| Oberzell           | Hitzhofen        |
| Ochsenfeld         | Adelschlag       |
| Pfahldorf          | Kipfenberg       |
| Pfalzpaint         | Walting          |
| Pfünz              | Walting          |
| Pietenfeld         | Adelschlag       |
| Pollenfeld         | Pollenfeld       |
| Preith             | Pollenfeld       |
| Rapperszell        | Walting          |
| Rieshofen          | Walting          |
| Sappenfeld         | Schernfeld       |
| Schelldorf         | Kipfenberg       |
| Schernfeld         | Schernfeld       |
| Schönau            | Schernfeld       |
| Schönbrunn         | Denkendorf       |
| Schönfeld          | Schernfeld       |
| Seuversholz        | Pollenfeld       |
| Sornhüll           | Pollenfeld       |
| Tauberfeld         | Buxheim          |
| Unteremmendorf     | Kinding          |
| Wachenzell         | Pollenfeld       |
| Walting            | Walting          |
| Wasserzell         | Eichstätt        |
| Weigersdorf        | Pollenfeld       |
| Wellheim (Markt)   | Wellheim         |
| Wintershof         | Eichstätt        |
| Wolkertshofen      | Nassenfels       |
| Workerszell        | Schernfeld       |
| Zandt              | Denkendorf       |

## Kfz-Kennzeichen
Am 1. Juli 1956 wurde dem Landkreis bei der Einführung der bis heute gültigen Kfz-Kennzeichen das Unterscheidungszeichen EIH zugewiesen. Am 12. Februar 1979 wurde es im Zuge der Gebietsreform vom bis heute gültigen EI abgelöst.
2013 konnten beim Bundesverkehrsminister ehemalige Buchstabenkombinationen neu beantragt werden (Kennzeichenliberalisierung). Der Landkreis Eichstätt nutzte dies jedoch für BEI, EIH und RID nicht.

## Sonstiges
Vom Magazin Focus wurde der Landkreis im März 2014 mit dem Titel lebenswerteste Region Deutschlands ausgezeichnet.